# Gilze en Rijen
Gilze en Rijen  udtale ? er en kommune og en by i den sydlige provins Noord-Brabant i Nederlandene.